# La Clé des champs (série télévisée)
Pour les articles homonymes, voir La Clé des champs (homonymie).
La Clé des champs est une série télévisée humoristique québécoise en 57 épisodes de 26 minutes scénarisée par Michel Faure et diffusée entre le 9 janvier 1986 et le 26 mai 1987 à la Télévision de Radio-Canada.

## Synopsis
« La Clé des champs » raconte la vie d'un couple qui cherche à changer sa vie en faisant l'acquisition d'une propriété à la campagne.

## Fiche technique
- Scénarisation : Michel Faure
- Réalisation : Maurice Falardeau, Michel Greco, Maude Martin et Constance Paré
- Société de production : Société Radio-Canada

## Distribution
- Anne-Marie Provencher : Françoise Leclerc
- Albert Millaire : Jean-Louis Boivin
- Catherine Bégin : Pauline
- Sophie Clément : Justine Fortin
- Monique Chabot : Juliette Lavigne
- Michèle Deslauriers : Suzanne Martin
- Isabelle Miquelon : Sylvie Simard
- Claudie Verdant : Louise Lemieux
- Yvon Bilodeau : Jacques Masson
- Normand Lévesque : Marcel Bouchard
- Nicole Filion : Solange Arsenault
- Julie Vincent : Anna Beauregard
- François Cartier : André Leclerc
- Pierre Germain : Policier Rondeau
- Jacques Zouvi : Ami de Jean-Louis
- Hélène Loiselle : Denise Leclerc
- Normand Chouinard : Client de Françoise
- Yvon Thiboutot : Député
- Mireille Thibault : Thérèse
- Sylvie Legault : Artiste peintre
- Marie-Andrée Corneille : Caroline
- Pierre Beaudry : Client de Françoise
- Patrice L'Écuyer : Déménageur
- Luc Gouin : Déménageur
- Yvon Leroux : Armand Courville
- Donald Pilon : Roland Dagenais
- Muriel Dutil : Aide ménagère
- Jean-Pierre Chartrand : Aide ménager
- Hélène Rollan : Amie de Françoise
- Jean-Marie Moncelet : Client de Jean-Louis
- Christine Landry : Maryse
- Amulette Garneau : Cliente
- Serge Turgeon : Louis Gagnon
- Antoine Durand : Robert Pinchaud
- Danielle Schneider : La rebelle
- Sylvie Delisle
- Sylvain Foley
- Jean Hamel
- Marie-Lise Hétu
- Louise Latraverse
- Élizabeth Lesieur
- Joël Miller
- Lucie Saint-Cyr
- André St-Denis
- Christian St-Denis
- Paul Savoie
- Gilbert Sicotte